# Frederick Kerr
Frederick Kerr (n. 11 octombrie 1858, Londra, Regatul Unit al Marii Britanii și Irlandei – d. 3 mai 1933, Londra, Anglia, Regatul Unit) a fost un actor britanic, cunoscut mai ales pentru rolul baronului Frankenstein din Frankenstein (1931).

## Filmografie
- The Real Thing at Last, regizat de L.C. MacBean - scurtmetraj (1916)
- The Lifeguardsman, regizat de Frank Goodenough Bayly (1916)
- Victorie și pace, regizat de Herbert Brenon (1918)
- 12.10, regizat de Herbert Brenon (1919)
- Doamna scandalului , regizat de Sidney Franklin (1930)
- Raffles, the English Arsène Lupin (Raffles), regizat de George Fitzmaurice (1930)
- The Devil to Pay!, regizat de George Fitzmaurice (1930)
- Mom's Passion (Născut pentru a iubi), regizat de Paul L. Stein (1931)
- Always Goodbye , regizat de Kenneth MacKenna și William C. Menzies (1931)
- The Woman You Must Not Love (Waterloo Bridge), regizat de James Whale (1931)
- Sfinxul iubirii (Prieteni și iubiți), regizat de Victor Schertzinger (1931)
- The Pink Claw (Onoarea familiei), regizat de Lloyd Bacon (1931)
- Frankenstein, regizat de James Whale (1931)
- Lovers Courageous, regizat de Robert Z. Leonard (1932)
- -But the Flesh Is Weak, regizat de Jack Conway (1932)
- Beauty and the Boss, regizat de Roy Del Ruth (1932)
- The Midshipmaid, regizat de Albert de Courville (1932)
- Omul din Toronto, regizat de Sinclair Hill (1933)
- Lord of the Manor, regizat de Henry Edwards (1933)